# Johann Bauschinger
Johann Bauschinger (Núremberg, 11 de junio de 1834 — Munich, 25 de noviembre de 1893) fue un matemático e ingeniero alemán.
Desde 1868 hasta su fallecimiento fue profesor de mecánica técnica en la Universidad Técnica de Múnich.

## Vida
Bauschinger estudió en la Universidad Técnica de Múnich a partir de 1850, y en la Universidad de Múnich a partir de 1853. Fue entonces profesor de secundaria en Fürth, a partir de 1857, y en 1866 en Múnich. En 1868 fue profesor en la Universidad Técnica de Múnich.
Fue miembro de la Academia de Ciencias de Baviera, admitido en 1892. Padre del astrónomo Julius Bauschinger.

## Realizaciones
Bauschinger desarrolló aparatos experimentales para materiales de construcción. Entre sus realizaciones construyó un sistema de espejos para la determinación de la deformación de barras bajo tracción y compresión.
El Efecto Bauschinger describe la deformación de aceros sometidos a cargas estáticas crecientes

## Obra
- Die Schule der Mechanik. Múnich, 1861
- Die Schule der Mechanik, 2ª edición. Múnich, 1867
- Denkschrift über die Einrichtung von Prüfungsanstalten und Versuchsstationen für Baumaterialien und die Einführung einer staatlich anerkannten Klassifikation der letztern. Verband Deutscher Architekten- und Ingenieurvereine, 1878
- Über den Elastizitätsmodul und die bleibende Zusammendrückung und Ausdehnung mehrerer Baustoffe. Mitth., volumen 5 ,1878
- Indicatorversuche an Locomotiven (1865-1868). Civilingenieur, Vol. XIII, XIV, 1886
- Über die Veränderung der Elastizitätsgrenze und die Festigkeit des Eisens und Stahls durch Strecken und Quetschen, durch Erwärmen und Abkühlen und durch oftmals wiederholte Beanspruchungen. Mitth., volumen 13, 1886 (Efecto Bauschinger)
- Elemente der graphischen Statik, 2ª edición. Múnich, 1890
- Mittheilungen aus dem Mechanisch-technischen Laboratorium, vols. 1-21, 22 y 23